# Maxera
Maxera é um gênero de traça pertencente à família Arctiidae.